# كاري والغرين
كاري ك. والغرين (بالإنجليزية: Kari Wahlgren)‏(ولدت عام 1977 في Hoisington، كانساس) وهي ممثلة أصوات أمريكية قدمت الأصوات باللغة الإنجليزية لعديد من الانميات وألعاب الفيديو.

## أدوارها في الأنمي

### مسلسلات أنمي تلفزيونية
- بلد+ - سايا أوتوناشي, ديفا
- إيوريكا سفن - أنيموني
- لاست إكسايل - لافي هيد
- كآبة هاروهي سوزوميا - أخت كيون, تسورويا-سان[5][6]
- ساموراي تشامبلو - فو
- لاكي ستار - كاغامي هيراغي
- سكرابد برنسس - باسيفيكا كاسول
- ناروتو - تايويا
- ناروتو شيبودن - ساسوري (أيام الطفولة)
- غاد غارد - أراشي شينوزوكا
- هيت غاي جاي - كيوكو ميلتشان
- ويتش هنتر روبن - روبن سينا[7]
- وولفز راين - شير
- جانجريف - ميكا أساغي
- كود جياس لولوش المتمرد R2 - ماريان في بريطانيا
- دورارارا!! - سيلتي ستورولسون
- فيت/زيرو - سيبر

### أوفا أنمي
- فولي كولي - هاروكو هاروهارا

## أدوارها في الرسوم المتحركة
- وولفرين والإكس-من - إيما فروست, كريستي نورد
- بن 10 - تشارمكاستر
- بن 10: إليين فورس - تشارمكاستر
- بن 10: ألتيمت إليين - تشارمكاستر
- بن 10: أومنيفرس - تشارمكاستر, فيكتوريا
- مدرسة الأسماك - شيلسي
- فارس وفادي - سهى سرور

## أدوارها في ألعاب الفيديو
- فاينل فانتسي 12 - آش
- ترانسفورمرز: وور فور سايبرترون - آرسي
- مارفل VS كابكوم 3 - جيل فالنتاين
- ألتيميت مارفل VS كابكوم 3 - جيل فالنتاين
- تيلز أوف سيمفونيا - راين سيج
- تيلز أوف ليجنديا - ميلاني

مورتال كومبات 11 - ميلينا

## وصلات خارجية
- كاري والغرين على موقع IMDb (الإنجليزية)
- كاري والغرين على موقع ميتاكريتيك (الإنجليزية)
- كاري والغرين على موقع روتن توميتوز (الإنجليزية)
- كاري والغرين على موقع قاعدة بيانات الأفلام العربية
- كاري والغرين على موقع ألو سيني (الفرنسية)
- كاري والغرين على موقع أول موفي (الإنجليزية)
- كاري والغرين على موقع قاعدة بيانات الفيلم (الإنجليزية)
- كاري والغرين على موقع ليتربوكسد (الإنجليزية)
- كاري والغرين على موقع كينوبويسك (الروسية)
- كاري والغرين على موقع ANN person (الإنجليزية)